# 東京グローバル10
東京グローバル10（とうきょうグローバルテン）は、国際的に活躍できるグローバル人材の育成に力を入れる都立高等学校を東京都教育委員会が指定していた制度である。2018年4月1日から2021年3月31日までが指定期間。

## 取り組み
- 先進的な外国語授業の取り組みの導入
- 国際交流や国際理解教育の推進

## 指定校
- 東京都立日比谷高等学校
- 東京都立西高等学校
- 東京都立国際高等学校
- 東京都立小平高等学校
- 東京都立深川高等学校
- 東京都立飛鳥高等学校
- 東京都立千早高等学校
- 東京都立小石川中等教育学校
- 東京都立立川国際中等教育学校
- 東京都立三鷹中等教育学校